# 魯錦
魯錦（1547年—？），字文叔，浙江紹興府山陰縣人，軍籍，明朝政治人物。

## 生平
萬曆四年（1576年）丙子科浙江鄉試第八十五名，萬曆五年（1577年）丁丑科會試第一百八名，登三甲第二百二十六名進士。

## 家族
曾祖魯儼；祖父魯大中；父魯宗程。母吳氏；繼母梁氏。永感下。